# ジャック＝フィリップ・ブーシャルドン
ジャック＝フィリップ・ブーシャルドン（Jacques-Philippe Bouchardon、1711年5月1日 - 1753年12月19日）は、フランスの彫刻家である。1741年からスウェーデンに招かれ、宮廷彫刻家として働いた。

## 略歴
フランス中部のショーモンで、彫刻家のジャン＝バティスト・ブシャルドン（Jean-Baptiste Bouchardon: 1667–1742）の息子に生まれた。16人の両親の子供のうち、兄のエドメ・ブーシャルドン（Edmé Bouchardon: 1698–1762）とジャケット・ブーシャルドン（Jacquette Bouchardon: 1694-1756）は彫刻家になった。15歳ころから父親のもとで彫刻を学び、1730年に兵役に取られたが、3年後に退役し彫刻の仕事に戻った。
ローマでの修行から戻った兄のエドメ・ブーシャルドンのパリの工房で1734年から1737年または1739年ころまで働き、王立絵画彫刻アカデミーの授業も受けた。兄とともにヴェルサイユ宮殿の庭園の彫刻を制作した。
フランスの芸術家のパトロンでもあった、駐フランス、スウェーデン大使のカール・テッシン（Karl Tessin）と契約し、1741年にスウェーデンのストックホルムの王宮の装飾彫刻の仕事をすることになった。王室から俸給をうけ、初代の宮廷彫刻家となり、宮殿の礼拝堂の調度の装飾彫刻や、宮殿のファザードを飾る人物彫刻を制作するとともに、貴族や同僚の芸術家のの胸像を制作した。
1750年から1751年にかけてイタリアを訪ずれたとされるが、1753年12月にストックホルムで没した。エドメ・ブーシャルドンの弟子のピエール・ユベール・ラルシュヴェックがスウェーデンに招かれジャック＝フィリップ・ブーシャルドンの仕事を引き継いだ。

## 作品

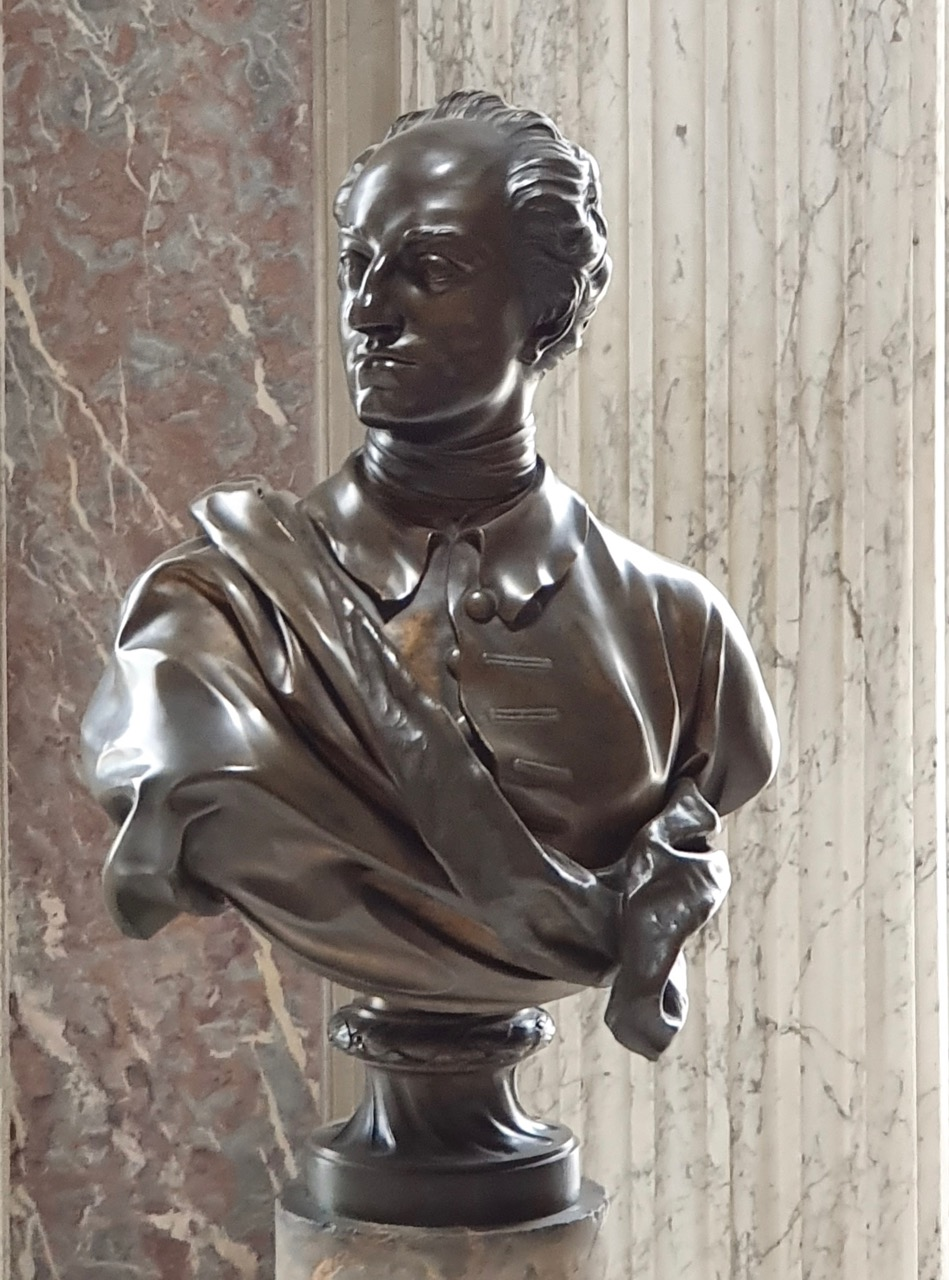
スウェーデン王カール12世の胸像
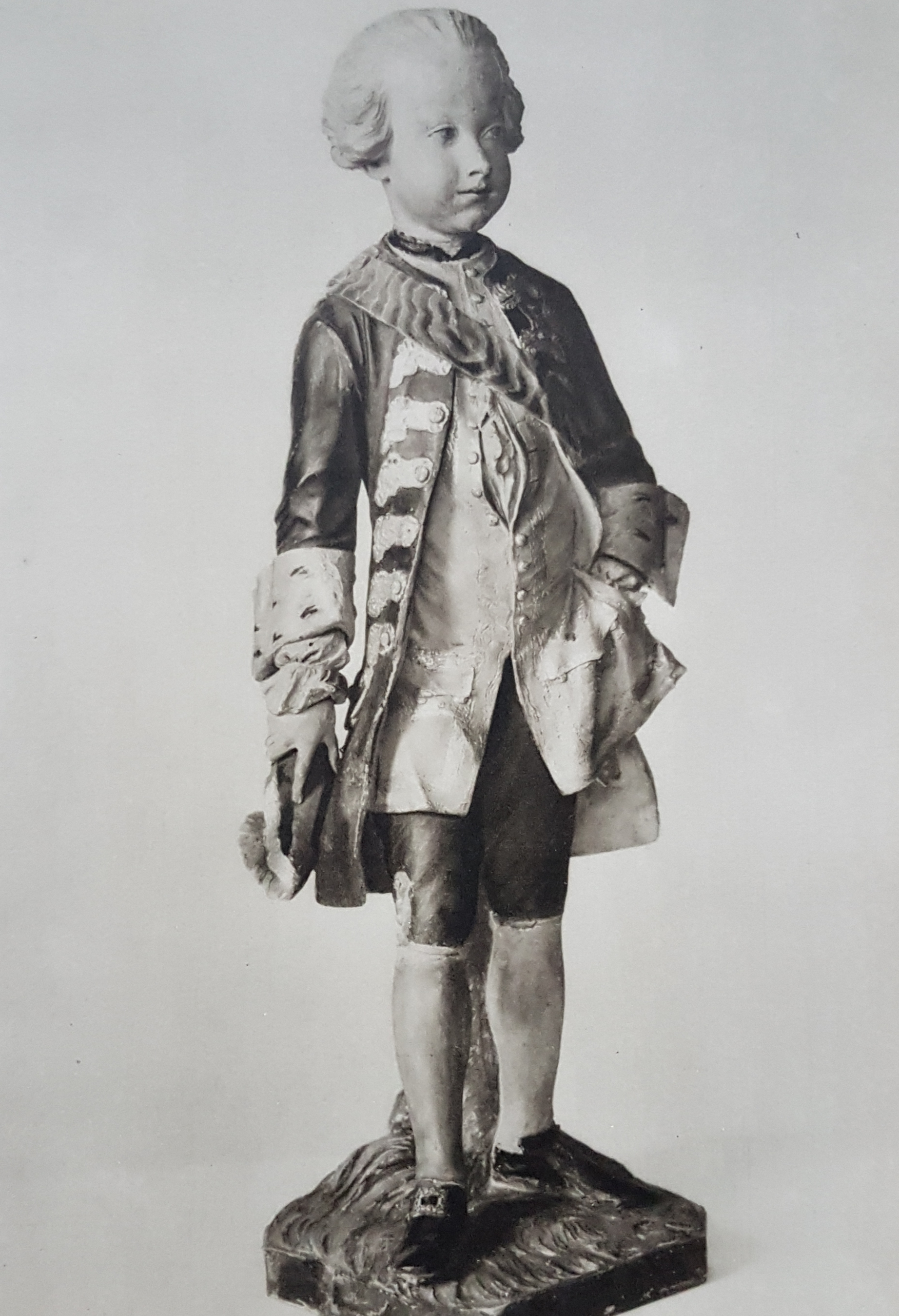
幼年時代のグスタフ3世
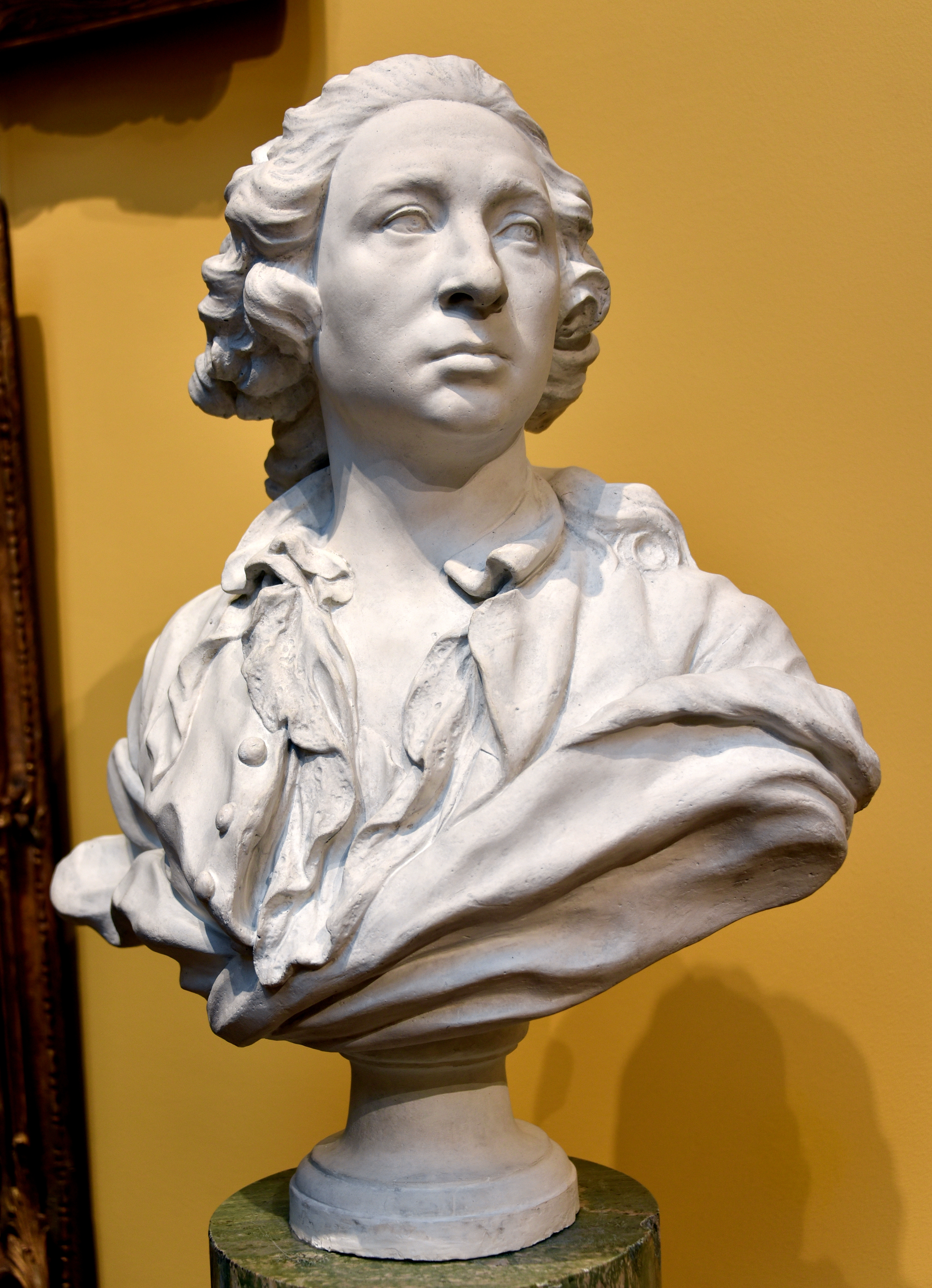
ギョーム・タラヴァル（画家）の胸像
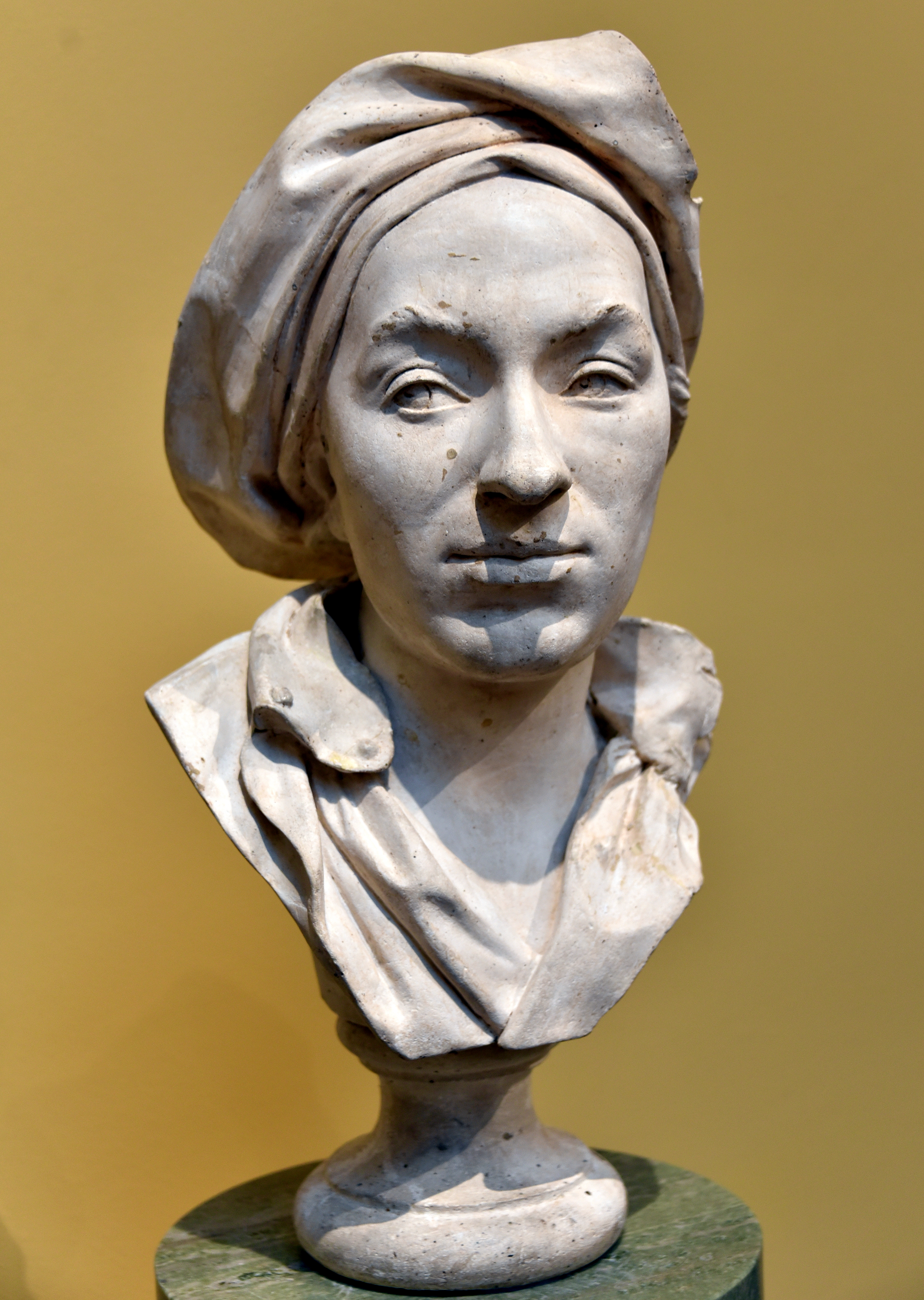
Carl Johan Cronstedt	（建築家）の胸像